# 松前町立北伊予中学校
松前町立北伊予中学校（まさきちょうりつきたいよちゅうがっこう）は、愛媛県伊予郡松前町にある男女共学の公立中学校。松前町のうち、東部の北伊予地区（旧北伊予村の区域）を校区としている。

## 概要
- 3学期制導入校

### 校訓
- 真実を求め　希望に生き　実行に徹せよ

## 沿革
- 1947年4月 - 北伊予村立北伊予中学校創立
- 1956年4月 - 松前町立北伊予中学校と改称（合併のため）
- 1974年3月 - 体育館新築落成
- 1975年3月 - 校舎二棟新築落成
- 1997年10月 - 武道館新築落成
- 2001年4月 - 制服・体操着一新
- 2007年4月 - 新体操服制定

## 校区
- 松前町立北伊予小学校と同じ[1]

徳丸、中川原、出作、神崎、鶴吉、横田、大溝、永田、東古泉

## 周辺
- 松前町立北伊予小学校
- 松前町立東公民館
- 福徳泉公園
- 伊豫神社

## 交通アクセス
- JR予讃線北伊予駅から徒歩12分。
- 伊予鉄バス（ひまわりバス）「晴光院」バス停[2]下車徒歩5分。